# 大成哲
大成 哲（おおなり てつ、Tets Ohnari 1980年6月30日 - ）は、日本の彫刻家、現代美術家である。

## 経歴
東京都八王子市出身。2004年、日本大学芸術学部を卒業。同年東京芸術大学大学院入学。2005年、チェコ政府奨学金を取得しチェコ・プラハへ留学。プラハ美術アカデミー（AVU）とプラハ工芸美術大学（VSUP）に各1年ずつ在籍。2008年、東京芸術大学大学院修士課程を修了。2022年、ヤン・エヴァンゲリスタ・プルキニェ大学(UJEP)芸術デザイン学部 ビジュアルコミュニケーション学科の博士号を取得。
東京とチェコに滞在し、ガラス、石、木などを用いて彫刻、インスタレーションを制作している。
2012年、上野の森美術館が平面芸術の若手作家を対象に実施する「VOCA展」において、作品「まねびNO.6」が佳作に入選した。
近年では2014年に第一生命南ギャラリーでの個展「Tets Ohnari ∞ Egon Schiele」を開催。
グループ展では2014年にポーラ ミュージアム アネックスにて行なわれた「ポーラ ミュージアム アネックス展2014-光輝と陰影-」や、同年にフィンランドにて行なわれたガラス作家による展示「European Glass Experience Exhibition in Finland」に参加している。
2019年、トンボ鉛筆やオルファ、トーヨー産業、サンフレックスなど日本とチェコの会社計9社とスポンサー契約をしている。

## 主な展覧会

### 個展
- 2020年　Egon Schiele Art Centrum（チェスキー・クルムロフ、チェコ共和国）
- 2016年　TEZUKAYAMA Gallery（大阪）
- 2016年　Jan Koniarek Gallery（トゥルナバ、スロバキア)
- 2014年　第一生命南ギャラリー（東京）
- 2013年　H’art Gallery（ブカレスト、ルーマニア）
- 2012年　B GALLERY（東京)
- 2010年　チェコ大使館内、チェコセンター東京（東京）

### グループ展
- 2019年　INVALIDOVNA (プラハ、 チェコ共和国)
- 2017年　SIGNAL festival（プラハ、チェコ共和国）
- 2017年　AIR Gallery（オルトリナム、イギリス）
- 2017年　Central Bohemian Museum（ロストキ、チェコ共和国）
- 2015年　国立21世紀美術館 MAXXI (ローマ、イタリア)
- 2015年　ムラーノ・ガラス美術館 (ヴェネツィア、イタリア)
- 2014年　プラハ国立美術館キンスキー宮殿（プラハ、チェコ共和国）
- 2014年　ポーラミュージアムアネックス（東京）

### アーティスト・イン・レジデンス、彫刻シンポジウム、ビエンナーレ
- 2016年　国際平面ガラスシンポジウム ドブニツァ2016 (ドブニツァ・ナト・バホム、スロバキア)
- 2015年　第12回国際ガラスシンポジウム (ノヴィー・ボール、チェコ共和国)
- 2015年　中之条ビエンナーレ 2015 (群馬)
- 2015年　myart (ウィーン、オーストリア)
- 2015年　秋吉台国際芸術村(山口)
- 2013年　Egon Schiele Art Centrum（チェスキー・クルムロフ、チェコ共和国）

### 助成、奨学金
- 2017年　公益財団法人美術工芸振興佐藤基金
- 2016年　アーツカウンシル東京、H’art Gallery（ブカレスト、ルーマニア）
- 2016年　野村財団助成金
- 2014年　朝日新聞文化財団
- 2011年　文化庁新進芸術家海外研修制度(3年派遣)
- 2010年　平成22年度POLA美術振興財団
- 2009年　平成21年度国際交流基金助成